# Coelotrypes flavina
Coelotrypes flavina es una especie de insecto del género Coelotrypes de la familia Tephritidae del orden Diptera.

## Historia
Hering la describió científicamente por primera vez en el año 1941.